# 延安街道 (蚌埠市)
延安街道，是中华人民共和国安徽省蚌埠市龙子湖区下辖的一个乡镇级行政单位。

## 行政区划
延安街道下辖以下地区：
群力街社区和胜利四村社区。